# Mammillaria plumosa
Mammillaria plumosa är en kaktusväxtart som beskrevs av Frédéric Albert Constantin Weber. Mammillaria plumosa ingår i släktet Mammillaria och familjen kaktusväxter. Inga underarter finns listade i Catalogue of Life.

## Bildgalleri

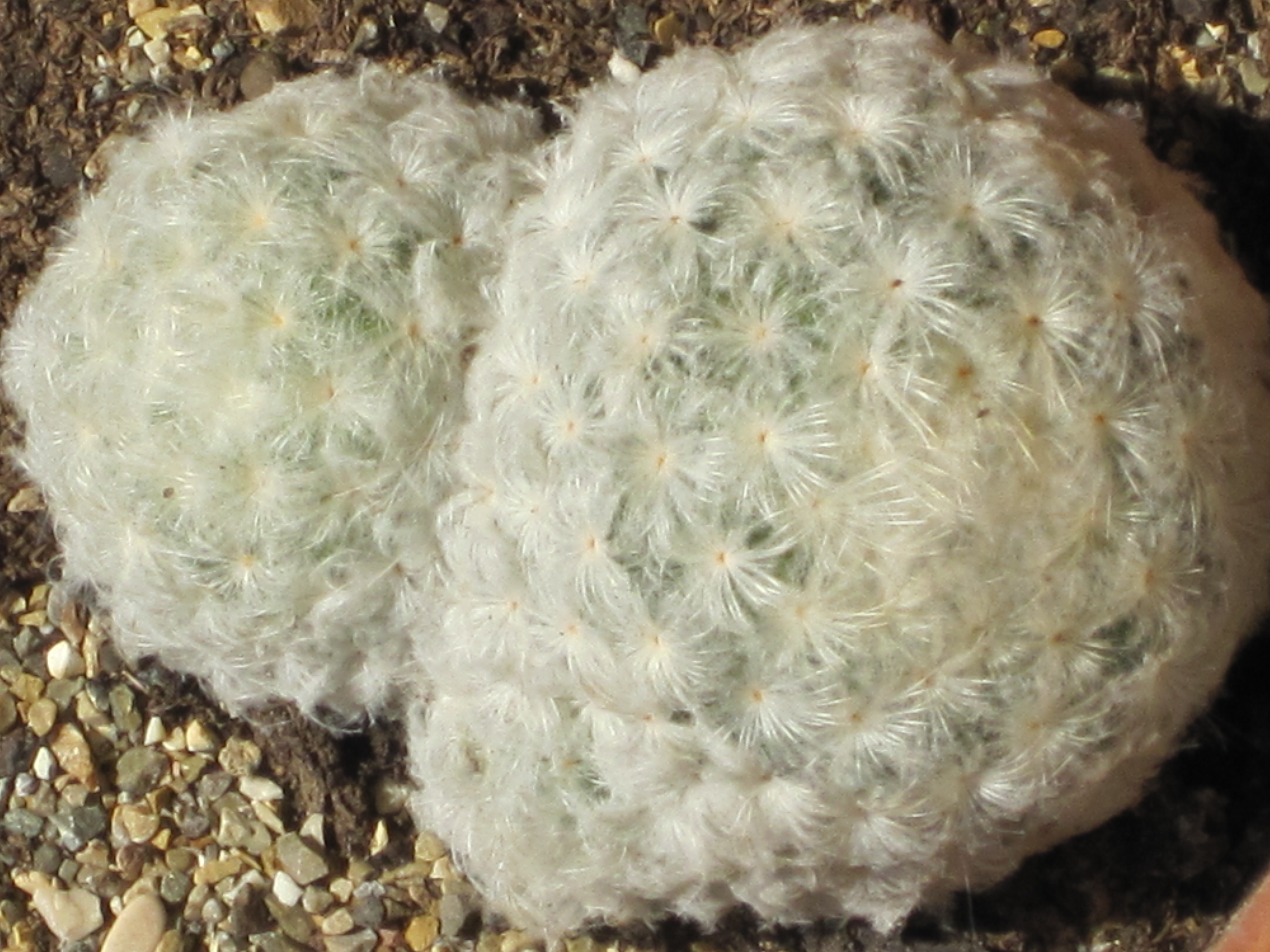
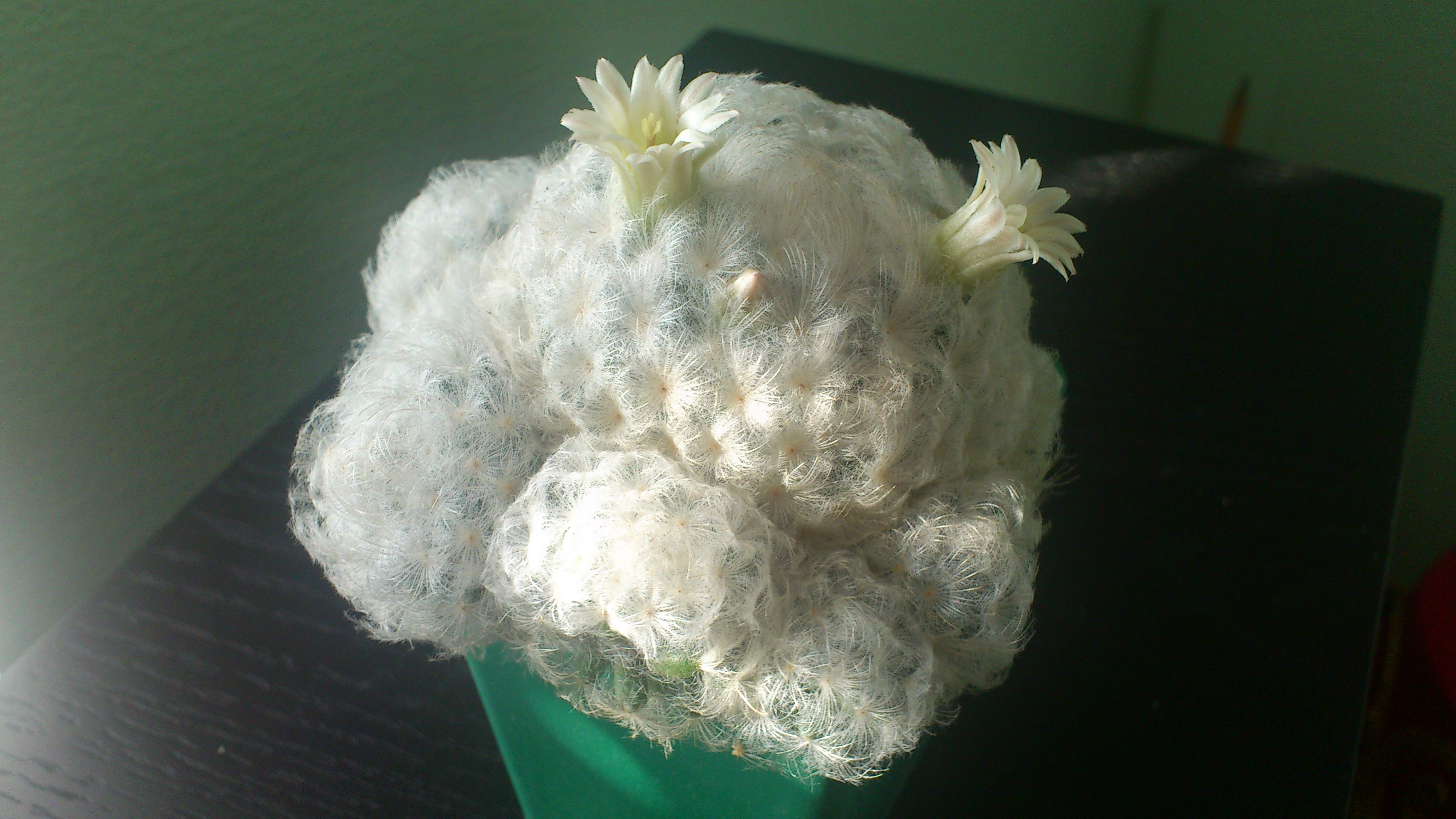
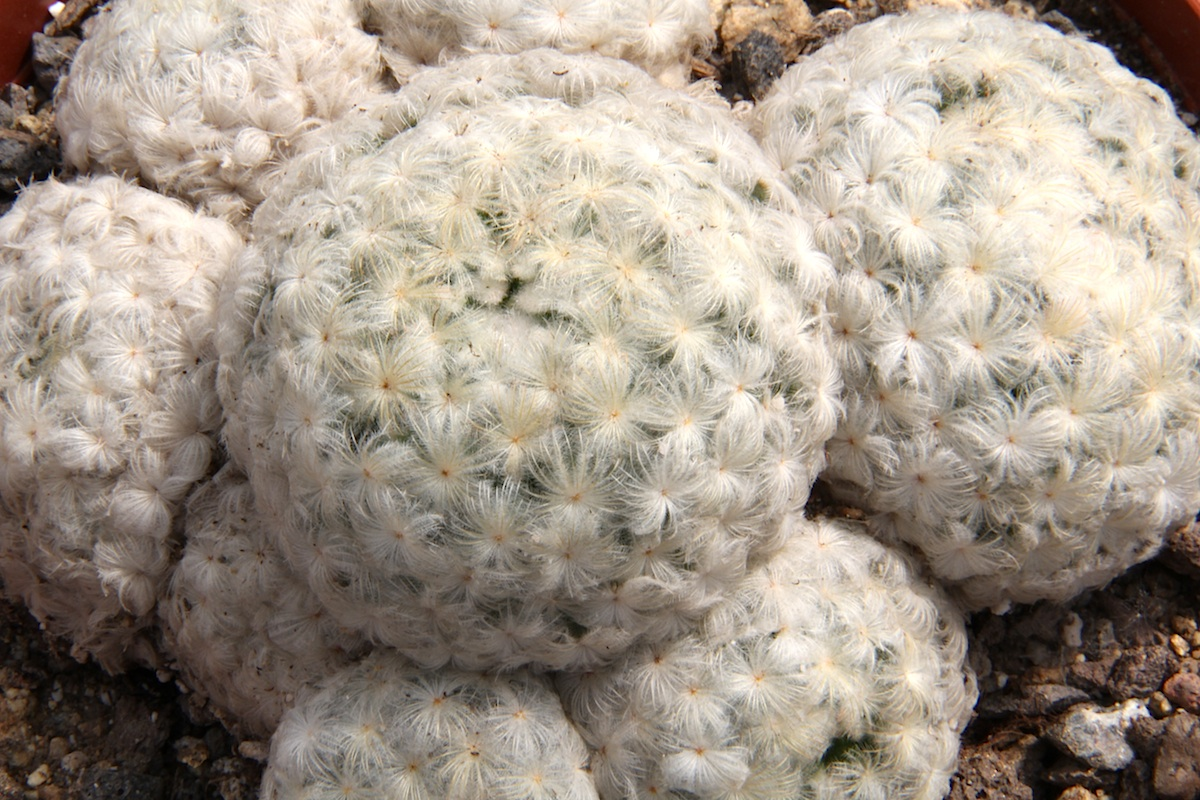
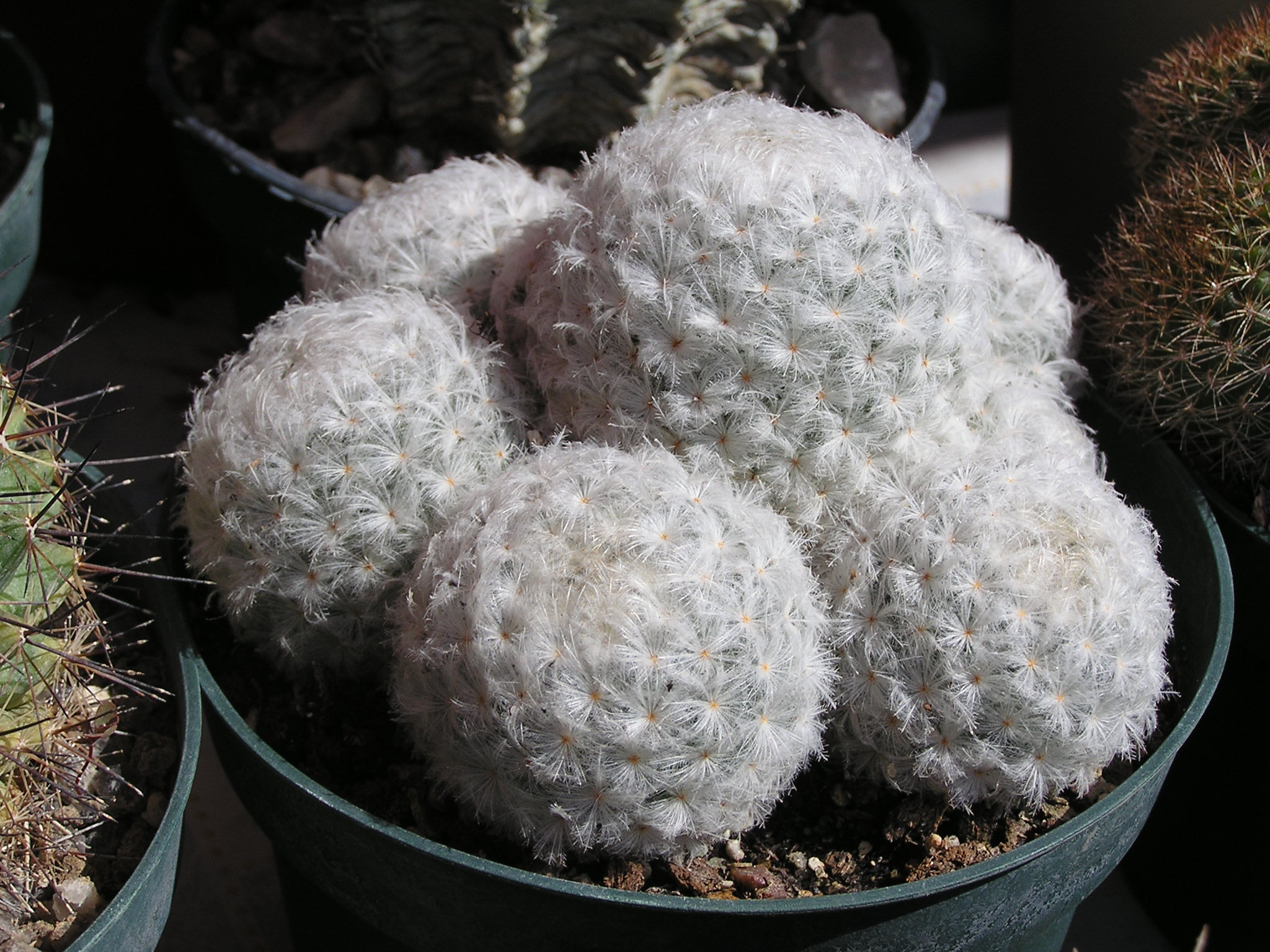
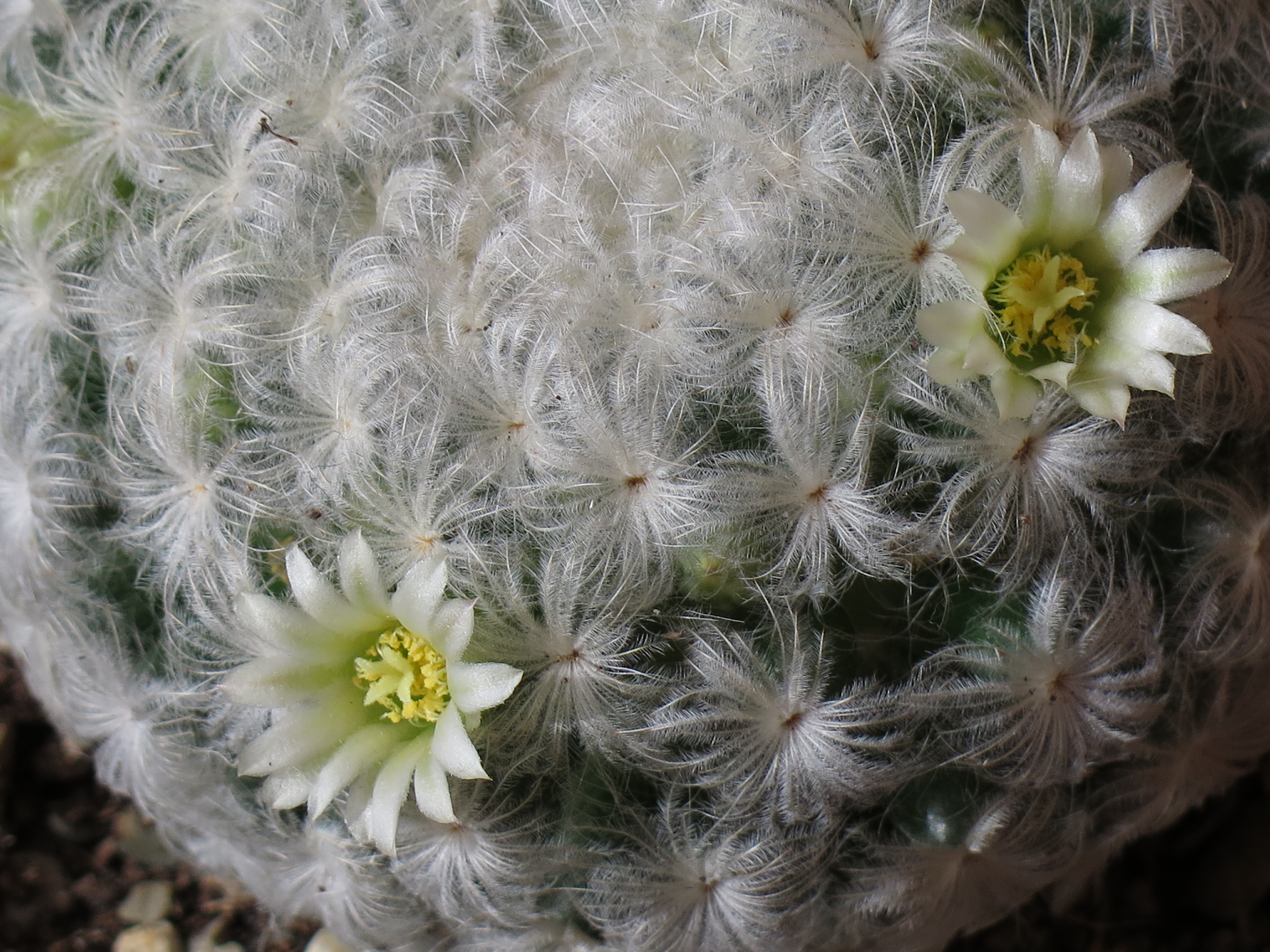
Blommor
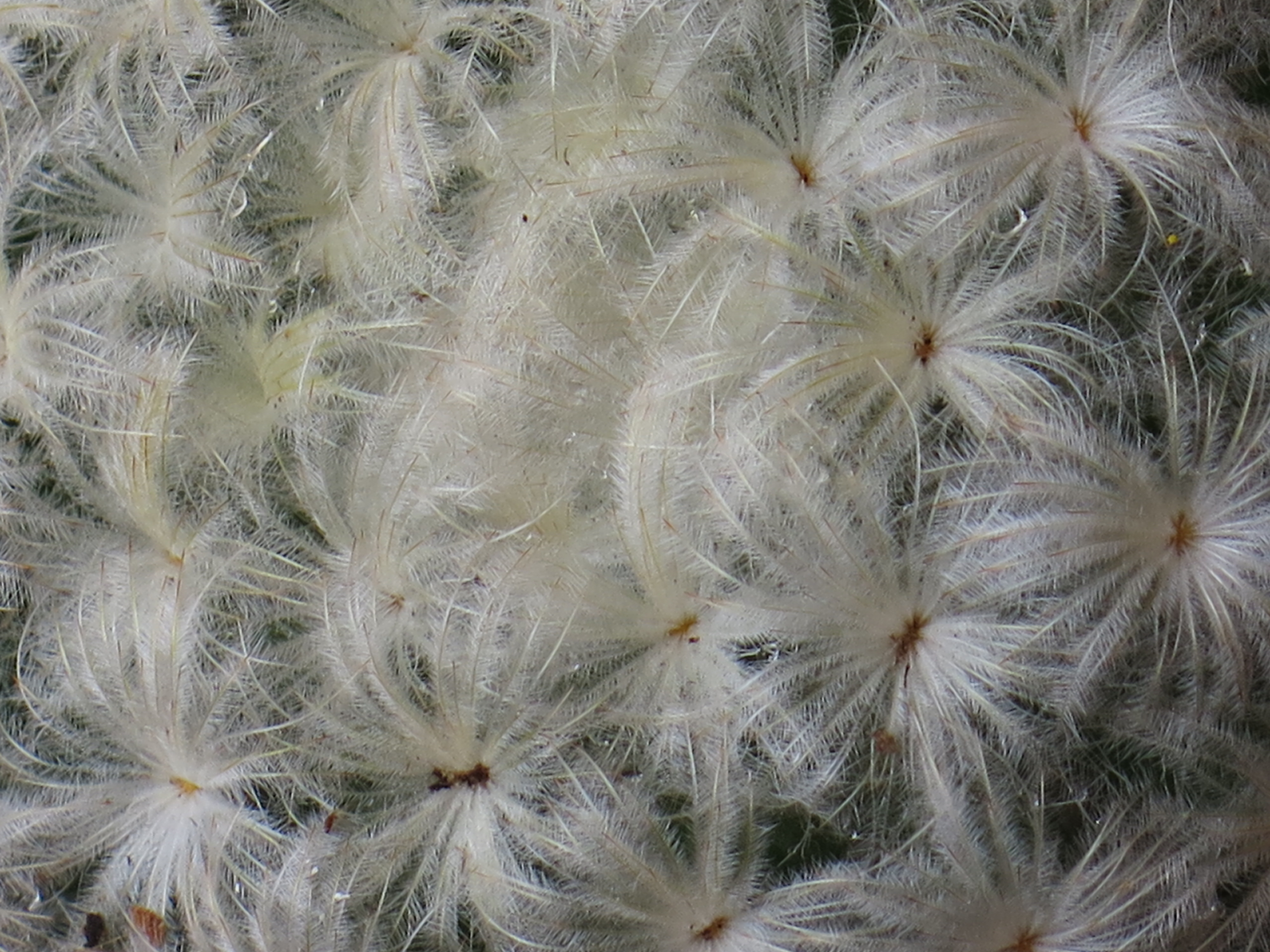
Detalj